# Eclissi solare del 20 giugno 1974
L'eclissi solare del 20 giugno 1974 è un evento astronomico che ha avuto luogo il suddetto giorno attorno alle ore 4.48 UTC.
L'eclissi, di tipo totale, è stata visibile in alcune parti dell'Africa (Madagascar), dell'Asia (India), dell'Oceania (Australia) e dell'Oceano Indiano.L'eclissi in fase parziale è stata praticabile dal Madagascar, Indonesia, Australia e dalla costa sud-occidentale dell'Isola del Sud, Nuova Zelanda.
La durata della fase massima dell'eclissi è stata di 5 minuti e. 9 secondi e l'ombra lunare sulla superficie terrestre raggiunse una larghezza di 344 km;Il punto di massima totalità era in mare lontano da qualsiasi terra emersa.
L'eclissi del 20 giugno 1974 è stata la prima eclissi solare nel 1974 e la 170ª nel XX secolo. La precedente eclissi solare ha avuto luogo il 24 dicembre 1973, la seguente il 13 dicembre 1974.

## Percorso e visibilità
La superficie dell'oceano nell'Oceano Indiano sudoccidentale, a circa 550 chilometri a est delle Possession Islands, è stata la prima area ad essere interessata dall'evento eclittico all'alba locale, e poi l'ombra della luna si è spostata a nord-est attraverso una lunga superficie oceanica, coprendo l'Antartico e L'isola Amsterdam per poi spostarsi gradualmente verso est raggiungendo la sua massima eclissi a circa 1.000 chilometri a ovest dello stato australiano dell'Australia occidentale. L'ombra si è poi spostata a sud-est, superando il confine sud-ovest dell'Australia e concludendo il suo percorso a circa 700 chilometri a ovest dell'isola Macquarie, al tramonto.

## Eclissi correlate

### Eclissi solari 1971 - 1974
Questa eclissi è un membro di una serie semestrale. Un'eclissi in una serie semestrale di eclissi solari si ripete approssimativamente ogni 177 giorni e 4 ore (un semestre) in nodi alternati dell'orbita della Luna.

### Ciclo di Saros 146
L'evento fa parte del ciclo di Saros 146, che si ripete ogni 18 anni, 11 giorni, contenente 76 eventi. La serie è iniziata con un'eclissi solare parziale il 19 settembre 1541. Comprende eclissi totali dal 29 maggio 1938 al 7 ottobre 2154, eclissi ibride dal 17 ottobre 2172 al 20 novembre 2226 ed eclissi anulari dal 1º dicembre 2244 al 10 agosto 2659. La serie termina al membro 76 con un'eclissi parziale il 29 dicembre 2893. La durata più lunga della totalità nella serie è stata di 5 minuti, 21 secondi il 30 giugno 1992.